# Чемпионат Сербии и Черногории по волейболу среди мужчин
Чемпионат Сербии и Черногории по волейболу среди мужчин — ежегодное соревнование мужских волейбольных команд Сербии и Черногории. Проводился в сезонах 2003/04—2005/06, а также в 1992—2003 как чемпионат Союзной Республики Югославия. Наибольшее число побед (период 1992—2006) на счету команды «Войводина» (Нови-Сад) — 10.
Организатором чемпионатов являлся Волейбольный союз Югославии, переименованный в 2003 в Волейбольный союз Сербии и Черногории. После выхода в течение 1991—1992 годов из состава Югославии Хорватии, Словении, Македонии и Боснии и Герцеговины (см. Распад Югославии) в составе Волейбольного союза Югославии остались только волейбольные организации Сербии и Черногории. Турнир под названием чемпионат Югославии (по сути являвшийся чемпионатом Сербии и Черногории) продолжал проводиться вплоть до преобразования в 2003 году Союзной Республики Югославия в Государственный Союз Сербии и Черногории. 
После распада в июне 2006 года Государственного Союза Сербии и Черногории и провозглашения независимости входящих в его состав двух государств были образованы независимые Волейбольный союз Сербии и Волейбольный союз Черногории, проводящие с сезона 2006/07 свои национальные волейбольные чемпионаты.

## Чемпионы Союзной Республики Югославия
- 1992 «Войводина» Нови-Сад
- 1993 «Войводина» Нови-Сад
- 1994 «Войводина» Нови-Сад
- 1995 «Войводина» Нови-Сад
- 1996 «Войводина» Нови-Сад
- 1997 «Войводина» Нови-Сад
- 1998 «Войводина» Нови-Сад
- 1999 «Войводина» Нови-Сад
- 2000 «Войводина» Нови-Сад
- 2001 «Будванска Ривьера» Будва
- 2002 «Будучност» Подгорица
- 2003 «Црвена Звезда» Белград

## Чемпионы Сербии и Черногории
- 2004 «Войводина» Нови-Сад
- 2005 «Будучност» Подгорица
- 2006 «Будучност» Подгорица

### Титулы
| Клуб                      | Победы | Республика |
| ------------------------- | ------ | ---------- |
| «Войводина» Нови-Сад      | 10     | Сербия     |
| «Будучност» Подгорица     | 3      | Черногория |
| «Будванска Ривьера» Будва | 1      | Черногория |
| «Црвена Звезда» Белград   | 1      | Сербия     |